# Bodel
Bodel est un village du Cameroun situé dans le département de la Bénoué et la Région du Nord, à proximité de la frontière avec le Nigeria. Il fait partie du lamidat et de la commune de Touroua. Il se trouve à 5km de Touroua. Sa population n'est pas référencée dans le recensement de 2005 réalisé par le Bureau central des recensements et des études de population (BUCREP). 

## Climat
Sur l'année, la température moyenne à Bodel est de 21.8°C et les précipitations sont en moyenne de 951.9 mm. 